# Jack Lisowski
Jack Lisowski, född 25 juni 1991, är en engelsk professionell snookerspelare. Han blev proffs 2010, är en vänsterhänt spelare och känd för sin anfallsstil.
Lisowski har nått sex rankingfinaler, men förlorat tre emot Judd Trump, två emot Neil Robertson och en emot Mark Selby. Han har gjort ett maximimum-break på 147 som proffs.
I slutet av 2021 började Lisowski ta hjälp av Peter Ebdon som mentor, vilket Lisowski säger har bidragit till mycket bättre snookerspel.